# Langue des signes marocaine
La langue des signes marocaine, est la langue des signes utilisée par les personnes sourdes et leurs proches au Maroc.

## Caractéristiques
La langue des signes marocaine s'est développée à partir de signes locaux et introduits, elle a plus de 50 % de signes similaires à ceux de la langue des signes française. Cette similarité est due au rapprochement des deux pays ainsi qu'aux liens entre les deux communautés sourdes de la France et du Maroc.

## Utilisation
Beaucoup de femmes sourdes ne quittent pas leur domicile ou ne signent pas dans la rue, il est donc difficile d'en déterminer le nombre. L'Association Nanane, une école dans le nord, a environ 30 élèves, âgés de 4 à 21 ans.
Les communautés sourdes de Rabat, Tanger et Casablanca n'utilisent pas la langue des signes marocaine.
La plupart des personnes sourdes ne peuvent pas lire, écrire ou comprendre l'arabe.